# Kreis Lelów

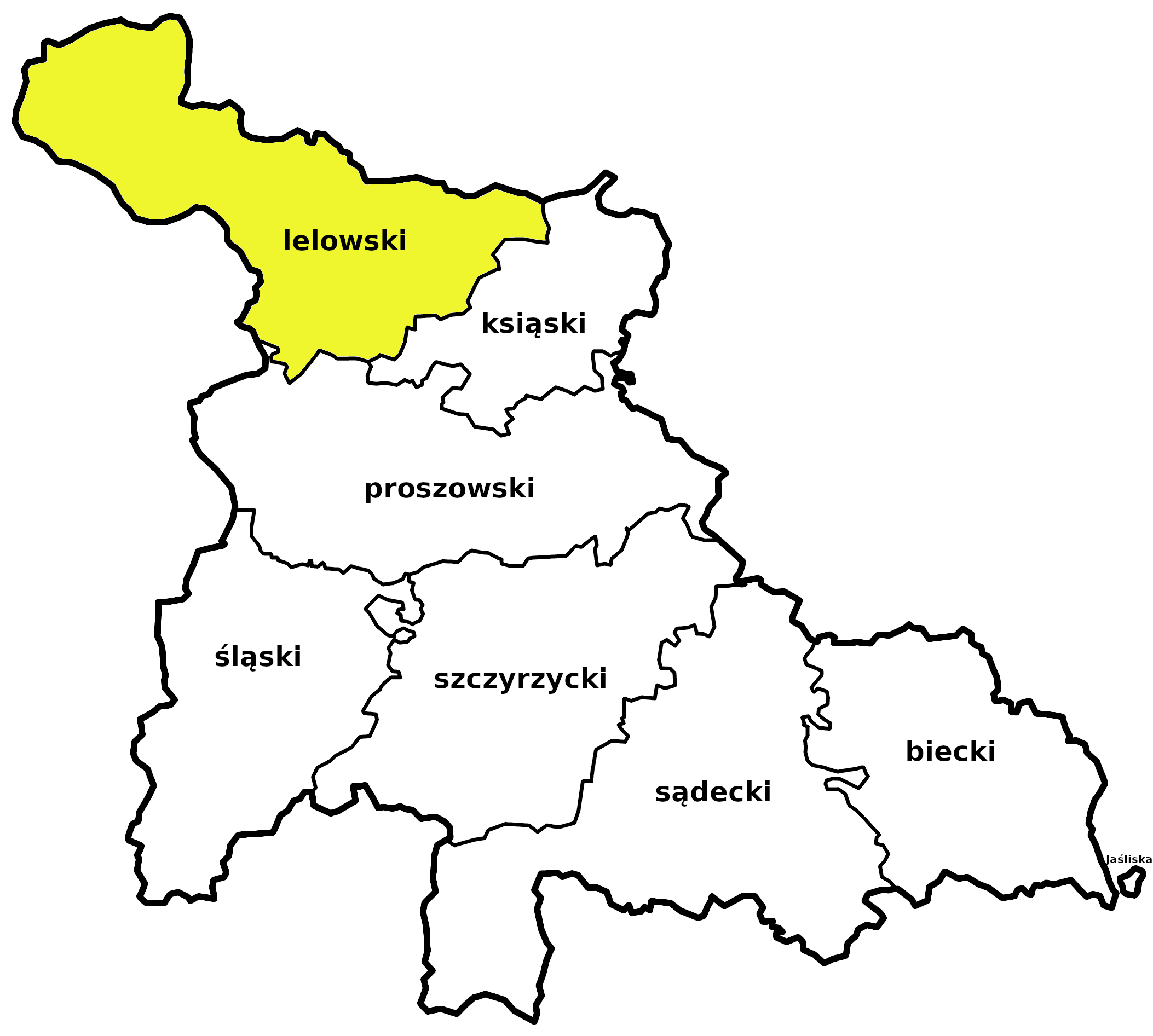
Kreis Lelów in der Woiwodschaft Krakau (16. Jahrhundert)

Der Kreis Lelów (polnisch Powiat lelowski) war ein Kreis der Woiwodschaft Krakau in der polnisch-litauischen Adelsrepublik. Er hatte eine Fläche von 3191 km², erstreckte sich über 90 Kilometer zwischen dem Fluss Liswarta im Nordwesten und den Quellen der Pilica im Südosten, Krakau-Tschenstochauer Jura bildete eines Rückgrat des Powiats. Das Gebiet liegt heute überwiegend am nordöstlichen Rand der Woiwodschaft Schlesien.

## Geschichte
Im 13. Jahrhundert war der wichtigste Ort im Gebiet Mstów im Besitz des Breslauer Klosters auf dem Sande, das anfänglich neben dem Herzog der größte Gutsbesitzer vor der deutschrechtlichen Kolonisation war. 1307 wurde die Burg in Lelów als Sitz einer Kastellanei (Castellania Leloviensis), erwähnt, obwohl der Kastellan wenig wirkende Kraft hatte. 1325 wurde das Dekanat von Irządze bzw. Lelów erwähnt, nach dem der spätere Kreis territorial basierte. Nachdem Schlesien zum Lehen der Krone Böhmens wurde, baute der König Kasimir der Große zahlreiche Burgen und Befestigungen auf den Hügeln des Juras (siehe Liste der Adlerhorst-Burgen). Im Jahr 1392 entstand der Gerichtsbezirk von Lelów und Żarnowiec, als die Güter ab 1370 im Besitz des Herzogs Wladislaus II. von Oppeln in das polnische Königreich inkorporiert wurden. Der erste Starost des Powiats, Zbigniew von Brzezie, ist aus einer Urkunde aus dem Jahr 1407 bekannt.
Das Gebiet erstreckte sich entlang des Handelswegs zwischen Großpolen und Krakau. Der Verlauf des Wegs änderte sich nach dem 14. Jahrhundert, danach war Częstochowa fast immer die größte Stadt im Kreis. Um das Jahr 1600 war die zweitgrößte Stadt im Kreis Przerów (über 1000 Einwohner), außerdem gab es 13 kleinere Städte: Kłobucko, Kossów, Kromołów, Krzepice, Lelów, Mrzygłód, Mstów, Ogrodzieniec (früher im Kreis Książ), Olsztyn, Pilcza, Szczekociny, Włodowice und Żarki. Im 16. Jahrhundert gab es 284 Dörfer, davon nur 2 mit über 400 (Łany Wielkie und Miedzwno) und 21 mit über 200 Einwohnern.
Die Mehrheit der Einwohner war römisch-katholisch, wobei es um die Jahrhundertwende des 17. Jahrhunderts 13 protestantische Gemeinden gab, meistens reformiert, Moskorzów änderte sich zu einer arianischen Gemeinde der Polnischen Brüder. Die größten jüdischen Gemeinschaften lebten damals in der Hauptstadt des Kreises und in Pilcza (Pilica).
1696 erhielt Janów das Stadtrecht, wahrscheinlich vor dem Jahr 1746 oder im Jahr 1752 folgte Nakło mit Marktrecht oder Stadtrecht. Nach der zweiten Teilung Polens von 1792 kam der Teil des Kreises um Częstochowa an Preußen, drei Jahre später in der dritten Teilung folgte der Rest des Kreises zwischen Olsztyn, Szczekociny und Ogrodzieniec/Pilica, der bis 1807 zu Neuschlesien gehörte. 1807 kamen beide Teile ins Herzogtum Warschau. Der Kreis wurde als der Kreis Lelów-Siewierz und im nächsten Jahr als Lelów-Pilice umgewandelt. 1815 ging er ins neu entstandene russisch beherrschte Kongresspolen, 1817 umfasste den Kreis der Oblast von Olkusz. 1837 wurde der Kreis aufgelöst.